# Raión de Zachepylivka
Zachepylivka (en ucraniano: Зачепилівський район) es un raión o distrito de Ucrania en el óblast de Járkov. 
Comprende una superficie de 794 km².
La capital es la ciudad de Zachepylivka.

## Demografía
Según estimación 2010 contaba con una población total de 16442 habitantes.

## Otros datos
El código KOATUU es 6322200000. El código postal 64400 y el prefijo telefónico +380 5761.